# ビア・デ・メディチの肖像
『ビア・デ・メディチの肖像』（ビア・デ・メディチのしょうぞう、伊: Ritratto di Bia de' Medici, 英: Portrait of Bia de' Medici）は、ルネサンス期のフィレンツェの画家アーニョロ・ブロンズィーノが1542年から1545年に制作した絵画である。油彩。ブロンズィーノを代表する肖像画の1つで、幼くして世を去った初代トスカーナ大公コジモ1世・デ・メディチの長女ビア・デ・メディチ（Bia de' Medici, 1536年頃-1542年3月1日）を描いている。現在はフィレンツェのウフィツィ美術館に所蔵されている。

## 人物

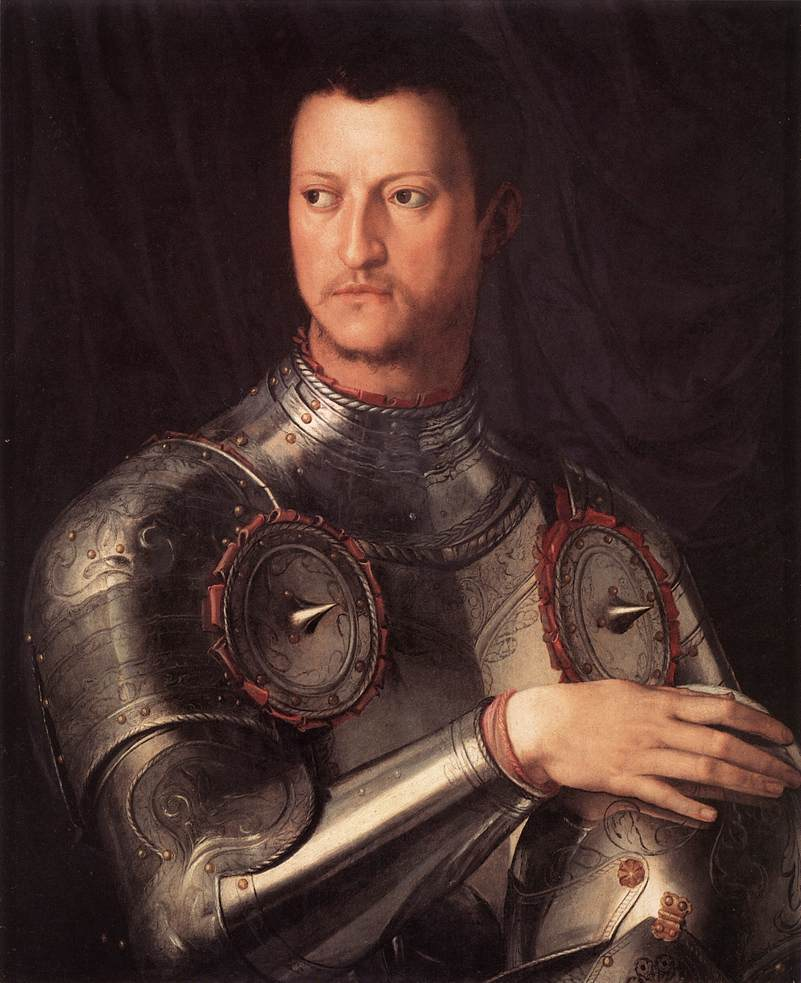
アーニョロ・ブロンズィーノの『コジモ1世・デ・メディチの肖像』。1543年から1545年。ウフィツィ美術館所蔵。

ビア・デ・メディチはコジモ1世が大公妃エレオノーラ・ディ・トレドと結婚する前に生まれた婚外子の娘である。ビアの母がどのような女性であったかは不明である。ビアが生まれたとき、コジモ1世はおそらく16歳にも満たなかった。19世紀のイギリスの司祭・作家エッジカンブ・ステイリーの『メディチ家の悲劇』（The Tragedies of the Medici）によると、いくつかの話では、少女の母親はメディチ家が建設した最初の別荘の1つトレッビオのメディチ家別荘がある村の村娘であったと言われていた。その一方でフィレンツェ出身の家柄のよい女性という人もいた。少女の母親の身元を知っていたのはコジモ1世とコジモ1世の母マリア・サルヴィアティだけだったが、サルビアティはビアがコジモ1世の娘であることを認めたが、それを明らかにすることは拒否した。
ステイリーは少女はイタリア語のバンビーナ（Bambina, 少女あるいは女の赤子の意）を略したラ・ビア（La Bia）と呼ばれたと書いている。この名前はビアンカ（Bianca）、あるいはおそらくギリシア神話のティタンの1人パラスの娘ビアーを語源とする古典的な名前である。大公妃エレオノーラ・ディ・トレドは、結婚後ビアが宮殿に立つことを容認しなかった。そこでコジモ1世は彼女をフィレンツェの北にある母の本邸ヴィラ・ディ・カステッロに送った。しかし、他のより信頼できる報告はビアの継母が彼女を「非常に愛情深く彼女を育てた」ことを示している。サルヴィアティはコジモ1世の子供たち全員の子供部屋を監督していた。コジモ1世の婚外子だけでなく子供たち全員がヴィラ・ディ・カステッロでほとんどの時間を過ごし、両親との日常的な接触を最小限に抑えながら乳母によって育てられたが、コジモ1世とエレオノーラは子供たちの成長についての報告を聞き、教育、生活環境、服装について指示を与えた。ビアはフィレンツェ公爵アレッサンドロ・デ・メディチの婚外子であるジュリア・デ・メディチと歳が近く、子供部屋を共有していた。ビアはおどけた仕草で祖母と乳母を楽しませる、活発で愛情深い少女に成長した。父コジモ1世は最初の子供であるビアを可愛がった。サルヴィアティは少女が「とても愛情深いので、私たちの宮廷の慰めでした」と語った。
1542年2月、ビアと従妹のジュリアは急速に進行する熱病にかかり、ジュリアは病気から回復したが、ビアは回復しなかった。コジモ1世は母サルヴィアティからビアの状態が悪化しているという報告をほぼ毎日受け取った。少女は2月25日から2月28日にかけて衰弱し、最終的に1542年3月1日に病死した。わずか5歳あるいは6歳であった。彼女はサン・ロレンツォにあるメディチ家の地下室に埋葬された。
ビアの死後6か月後に嫡子であるイザベッラ・デ・メディチが生まれたとき、コジモ1世は娘がまた生まれたことを喜んだ。彼の同時代の人々はコジモ1世がビアの死をどれほど悲しんだのかを知っていたため、次男が生まれなかったことを慰める代わりに彼女の誕生を祝福した。イザベッラの誕生後、パオロ・ジョーヴィオは「神が楽園に連れ去った女の子の代償として、美しい女の子を授かったことを祝福します」と書いた。ビアとイザベッラの肖像画を比較すると、もしビアが幼少期を過ぎて成長していたら、おそらく赤みがかった金髪、茶色の瞳、可憐な顔立ちを共有していた異母妹イザベッラによく似ていたであろうことが明らかになる。

## 作品
彼女の死後、多くの美術史家はビアの父親がアーニョロ・ブロンズィーノに彼女の遺影肖像画の制作を依頼したと信じており、美術史家はこの作品を画家の最高傑作の1つと見なしている。
ブロンズィーノは『ルクレツィア・パンチャティキの肖像』（Ritratto di Lucrezia Panciatichi）のポーズに似た、半身丈で椅子に座った子供を描いている。厳格な公式肖像画のポーズは、まるで描かれた人物が起き上がろうとしているかのような手の動きの気配と、鑑賞者をまっすぐに見つめる強烈ではあるが感情のない視線によって相殺されている。光で照らされた顔は青い背景で強調されている。一方、冷たい光と強い明暗効果の欠如により少女の肌の滑らかさが強調され、理想化されている。ブロンズィーノは彼女のデスマスクをモデルにして肖像画を描いたため、ビアの顔色は青白い。
ビアは前下がりボブの前髪を中央で分けており、入念に編み込まれた左右の三つ編みで顔の側面を縁取っている。彼女は真珠のイヤリングやネックレスのほか、父コジモ1世の横顔が刻まれたメダリオンを吊るした金の鎖のペンダントを身に着けており、コジモ1世との絆が強調されている。ビアが着ているふくらんだ袖のある豪華なドレスは、当時コジモ1世がフィレンツェに設立したシルク工場で生産されていた、白いサテンで作られたものである。ビアは右手で腰に巻いた金の鎖や、ベルトの端、タッセルをいじっている。
本作品は公式の肖像画ではなかったが、亡くなった幼い我が子を思い出させ、救いの道への啓示と案内役となるものとして、一族の私室に飾られたであろう。美術史家ガブリエル・ラングドン（Gabrielle Langdon）が主張するように、ブロンズィーノは「白」と子供のような純真さを意味する彼女の名前「ビアンカ」の比喩として、「光を放つ白いサテンと真珠」で後光があるように見える子供を描いた。ペトラルカの『ラウラ』（Laura）のように「死後に描かれたビアは、見る者に清められた恵みを授ける天国からの魅惑的な放出である」とラングドンは述べている。

## モデルの比定

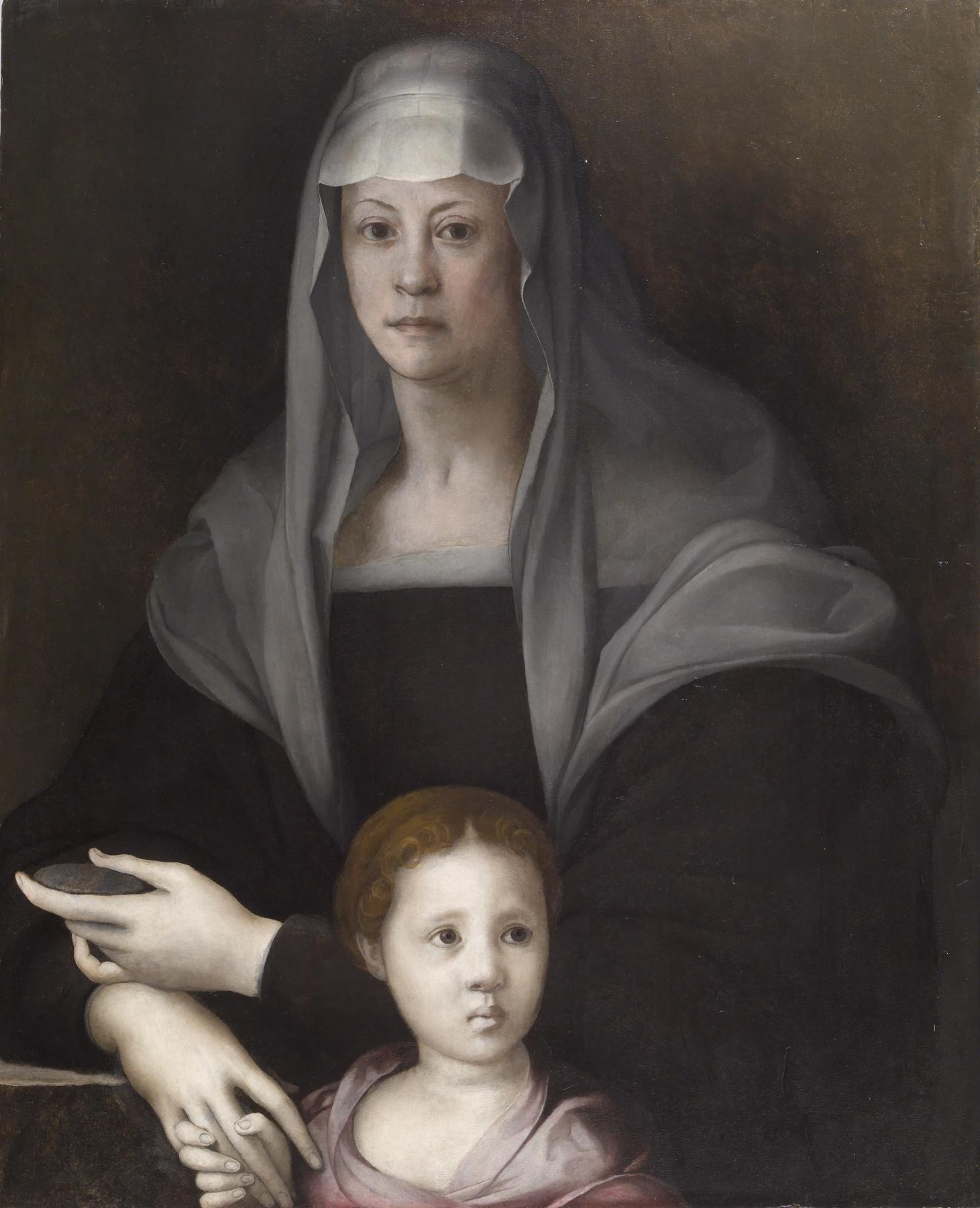
ヤコポ・ダ・ポントルモの『マリア・サルヴィアティとジュリア・デ・メディチ（あるいはビア・デ・メディチ）の肖像』。1537年あるいは1542年頃。ウォルターズ美術館所蔵。

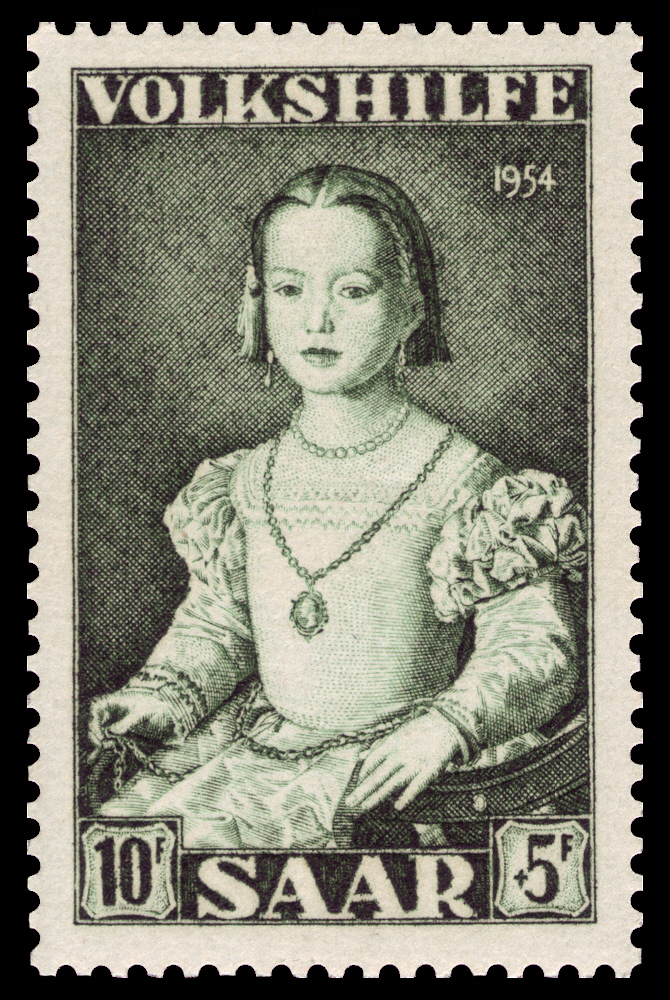
アーニョロ・ブロンズィーノを記念した『ビア・デ・メディチの肖像』の1954年のザールラント州の切手。

マイケ・フォークト＝リュールセンは、『メディチェア：メディチ研究の学際的ジャーナル』（Medicea : Rivista Interdisciplinare Di Studi Medicei）の記事で、この有名な肖像画は実際にはビアの異母妹であるマリア・デ・メディチ（Maria de' Medici）を描いたものであると主張している。彼女は肖像画のモデルは1950年代までマリアであると考えられており、肖像画に描かれた真珠はメディチ家の一般的なシンボルであり、しばしば一族の正当な女性の成員が身に着けたと述べている。またフォークト・リュールセンは、ヤコポ・ダ・ポントルモの肖像画『マリア・サルヴィアティとジュリア・デ・メディチの肖像』（Portrait of Maria Salviati de' Medici with Giulia de' Medici）にサルヴィアティと一緒に描かれている幼い少女は、実際にはジュリアではなく、孫娘のビアであると信じている。フォークト・リュールセンによると、この少女は大人のジュリア・デ・メディチを描いた肖像画と特徴が一致していない。また当時の集団肖像画は血縁関係の深い家族が描かれるのが通例であったが、サルヴィアティとジュリアの関係は肖像画を制作するほど親密ではなかったと考えられる。一方でサルビアティが1543年に死去したとき、2人の若い孫娘マリアないしイザベッラを肖像画に描かれた少女とするには彼女たちは幼すぎる。ウォルターズ美術館および全米人文科学基金が後援した研究によると、ポントルモの肖像画に描かれた少女はおそらくジュリア・デ・メディチである。

## 来歴
肖像画は長い間、美術館の中心にあるトリブーナに展示されていたが、2012年以降、ヌオーヴィ・ウフィツィ（Nuovi Uffizi）の「赤い部屋」（Sale Rosse）に移された。

## 影響
メディチ家のどの少女を描いたものだとしても、この肖像画は現代の芸術家にインスピレーションを与え続けている。アメリカの彫刻家ジョセフ・コーネルが1948年に制作した彫刻『メディチ家の王女』（Medici Princess）に本作品が組み込まれている。この彫刻はメディチ家の人々を描写した連作の1つで、ぼやけた深い青色のガラス板の後ろに、暗い木製の箱に入ったエナメル加工された肖像画の複製が示されている。メインの肖像画の両側には、同じ肖像画の小さなヴィネットの複製がガラスの後ろにもある。少女の像の下には、引き出しの中に羽根と、かつて彼女の邸宅であったフィレンツェの宮殿の間取り図が入っている。この彫刻は個人コレクターが所有しており、スミソニアン・アメリカ美術館で最近開催されたジョセフ・コーネルの回顧展で展示された。